# Luigi Zarcone
Luigi Zarcone (Villabate, 18 giugno 1950 – Palermo, 9 giugno 2001) è stato un mezzofondista italiano.

## Biografia
Ha conquistato 4 titoli italiani, nei 1500 metri nel 1974, nei 10000 metri nel 1974 e 1979 ed uno nel cross sempre nel 1979.
Ha vinto il Giro podistico internazionale di Castelbuono nel 1976.
Nelle gare internazionali ha indossato la maglia azzurra della nazionale italiana dal 1973 al 1983, partecipando anche a 8 Mondiali di corsa campestre.
È morto nel 2001 all'età di 50 anni per cirrosi epatica, lasciando la moglie e due figli di 14 e 11 anni.

## Campionati nazionali
1973
- Bronzo ai campionati italiani assoluti, 10000 m - 29'34"4

1974
- Oro ai campionati italiani assoluti, 1500 m
- 10º ai campionati italiani di corsa campestre - 38'01"

1975
- Bronzo ai campionati italiani assoluti, 5000 m - 13'59"4
- Argento ai campionati italiani assoluti indoor, 3000 m - 8'02"4
- 4º ai campionati italiani di corsa campestre - 40'04"

1977
- Oro ai campionati italiani assoluti, 10000 m - 28'02"3

1978
- 4º ai campionati italiani assoluti indoor, 3000 m - 8'05"2

1979
- Oro ai campionati italiani assoluti, 10000 m - 29'03"0
- Oro ai campionati italiani di corsa campestre - 33'29"

1981
- 4º ai campionati italiani di corsa campestre - 37'13"

1982
- 10º ai campionati italiani assoluti, 5000 m - 14'18"22

1984
- 8º ai campionati italiani di maratonina, 30 km - 1h43'58"

## Altre competizioni internazionali
1974
- 8° al Trofeo Sant'Agata ( Catania) - 34'24"
- 7° al Campaccio ( San Giorgio su Legnano) - 39'47"

1975
- Argento al Trofeo Sant'Agata ( Catania) - 33'33"
- 4° alla Cinque Mulini ( San Vittore Olona)
- Oro al Campaccio ( San Giorgio su Legnano) - 40'51"
- Oro Cross di Alà dei Sardi ( Alà dei Sardi)
- 6° al Cross di Volpiano ( Volpiano) - 32'39"

1976
- Oro Giro podistico internazionale di Castelbuono ( Castelbuono)
- Bronzo al Campaccio ( San Giorgio su Legnano) - 38'13"
- Bronzo al Cross di Volpiano ( Volpiano) - 34'19"
- 4° al Challenge Aycaguer ( Lione) - 27'54"

1977
- Oro Giro al Sas ( Trento)
- Argento al Trofeo San Rocchino ( Brescia), 12 km - 35'42"
- Oro al Giro podistico di Rovereto ( Rovereto), 7 km - 24'19"
- 10° alla Cinque Mulini ( San Vittore Olona) - 31'53"
- Argento al Campaccio ( San Giorgio su Legnano) - 36'19"
- Oro Cross di Alà dei Sardi ( Alà dei Sardi)

1978
- Argento alla Stramilano ( Milano) - 1h05'28"
- Bronzo alla Cinque Mulini ( San Vittore Olona) - 31'00"
- 9° al Cross di Volpiano ( Volpiano) - 31'39"

1979
- Bronzo alla Stramilano ( Milano) - 1h07'29"
- Bronzo al Giro dei tre monti ( Imola), 15,4 km - 47'53"
- Oro al Giro podistico internazionale di Pettinengo ( Pettinengo), 13 km - 38'22"
- Oro Giro al Sas ( Trento)
- Oro al Giro Podistico Maria S.S. degli Ammalati ( Misterbianco), 11 km - 33'45"
- 14° alla Cinque Mulini ( San Vittore Olona)
- 4° Cross di Alà dei Sardi ( Alà dei Sardi) - 31'12"

1980
- 5° al Giro podistico internazionale di Pettinengo ( Pettinengo), 13 km - 39'27"
- 19° al Giro podistico internazionale di Castelbuono ( Castelbuono)
- 5° a La Matesina ( Bojano) - 31'00"

1981
- Argento al Cross dei Casali Pontini ( Latina) - 20'53"

1983
- 19° alla Milano Marathon ( Milano) - 2h23'34"
- 5° alla Targa Olimpica ( Palermo), 12 km - 35'28"
- 8° al Giro Podistico Maria S.S. degli Ammalati ( Misterbianco), 11 km
- 6° Cross di Alà dei Sardi ( Alà dei Sardi)
- 25º al Cross dell'Altopiano ( Clusone) - 38'09"

1984
- 12° alla Milano Marathon ( Milano) - 2h19'55"
- Bronzo alla Targa Olimpica ( Palermo), 12 km - 35'13"
- Argento al Giro Podistico Maria S.S. degli Ammalati ( Misterbianco), 11 km - 33'34"
- 6° a La Matesina ( Bojano) - 31'10"
- 4° al Trofeo Sant'Ignazio ( Piedimonte Etneo), 9 km - 28'45"
- 4° al Cross Monte Gurtei ( Nuoro)